# Гравьер, Жюрьен де ла
Жюрьен де ла Гравьер (фр. Jean-Baptiste-Edmond Jurien de la Gravière; 19 ноября 1812 — 4 марта 1892) — французский моряк, член Французской академии.

## Биография
Сын адмирала Пьера Жюрьена де ла Гравьера (Pierre Roch Jurien de La Gravière). Службу в ВМФ Франции начал 19 октября 1828 г.
Во время Крымской войны Гравьер действовал в Чёрном море против Русского флота.
В 1861 году получил назначение командовать эскадрой, отправлявшейся в Мексику, а в декабре был назначен начальником всей Мексиканской экспедиции, но вскоре после начала войны передал командование сухопутным отрядом генералу Лорансе.
Командуя эскадрой Средиземного моря, Гравьер провёл коренные преобразования её внутренней организации. В 1871 году назначен директором депо карт и планов флота и инспектором флота.